# Gunnar Holmgren (Radsportler)
Gunnar Holmgren (* 23. Juni 1999 in Barrie) ist ein kanadischer Radrennfahrer, der Cross-Country-Rennen und Cyclocross betreibt.

## Sportlicher Werdegang
Holmgren beschloss mit 13 Jahren, ernsthaft Radsport zu betreiben. In der Jugend und als Junior betrieb er im Sommer Mountainbike-Rennen und im Winter Cyclocross. In letzterem war er Ende 2016 kanadischer Meister und Vize-Panamerikameister bei den Junioren, im Cross-Country (XCO) war er 2016 und 2017 Dritter bzw. Zweiter der Landesmeisterschaften.
Auch in der U23 war Holmgren zweimal kanadischer Cyclocross-Meister. Auf dem Mountainbike brauchte er länger, sich zu etablieren, konnte sich diesen Titel aber 2021 in seinem letzten Jahr in der U23 sichern.
In der Elite konzentrierte er sich zunehmend aufs Mountainbike. 2023 konnte er hier einen Durchbruch verzeichnen, als er bei den Panamerika-Meisterschaften drei Medaillen errang und bei den Panamerika-Spielen im Oktober die Goldmedaille gewann. Beim Test-Event für das olympische Mountainbikerennen in Paris war er zuvor Fünfter gewesen. 2024 erzielte Holmgren zwei Bronzemedaillen bei den Panamerika-Meisterschaften. Im Mountainbike-Weltcup von Nové Město kam er auf den achten Platz und damit erstmals in die Top 10. Bei Mountainbike-Weltmeisterschaften konnte er bislang keine vorderen Plätze erzielen, 2024 vertrat er Kanada im olympischen Mountainbikerennen.

## Familie
Gunnar Holmgren hat zwei sechs Jahre jüngere Schwestern, die Zwillinge Isabella und Ava Holmgren, die ebenfalls erfolgreich Mountainbikesport respektive Cyclocross betreiben.

## Erfolge

### Mountainbike
2021
 Kanadischer Meister (U23) – Cross-Country XCO
2023
 Panamerika-Meister – Staffel XCR
 Panamerika-Meisterschaften – Cross-Country XCO
 Panamerika-Meisterschaften – Shorttrack XCC
 Panamerika-Spiele – Cross-Country XCO
2024
 Panamerika-Meisterschaften – Cross-Country XCO, Shorttrack XCC

### Cyclocross
2016/2017
 Kanadischer Meister (Junioren)
 Panamerika-Meisterschaften (Junioren)
2018/2019
 Kanadischer Meister (U23)
2019/2020
 Kanadischer Meister (U23)